# Everything Falls Apart
Everything Falls Apart è il primo album in studio del gruppo statunitense Hüsker Dü, pubblicato nel 1983 dalla Reflex Records. L'album non è quello di debutto, visto che il precedente Land Speed Record fu il primo album registrato in assoluto dal gruppo, ma venne registrato live. Le prime stampe dell'album includevano anche un foglio con i testi delle canzoni, cosa che non avvenne nelle seguenti stampe. Le prime edizioni sono quindi molto ricercate dai collezionisti.
L'album è stato pubblicato su CD nel 1993 con il titolo Everything Falls Apart and More, con l'aggiunta di sette bonus track che includono i primi due singoli del gruppo (e una versione di Statues di circa nove minuti) ed una canzone inedita registrata a Saint Paul, Minnesota, dal titolo Do You Remember? (che è la traduzione dal danese e norvegese del nome del gruppo).

## Tracce

### Versione originale
- Tutte le tracce sono scritte da Bob Mould eccetto * di Mould e Greg Norton, ** di Grant Hart, e *** di Donovan Leitch.

1. From the Gut – 1:36 *
2. Blah Blah Blah – 2:09 *
3. Punch Drunk – 0:29
4. Bricklayer – 0:31
5. Afraid of Being Wrong – 1:21
6. Sunshine Superman – 1:56 ***
7. Signals From Above – 1:38
8. Everything Falls Apart – 2:15
9. Wheels – 2:08 **
10. Target – 1:45
11. Obnoxious – 0:53
12. Gravity – 2:37

### Bonus track della versioneEverything Falls Apart and More
1. In a Free Land – 2:53
2. What Do I Want? – 1:15
3. M.I.C – 1:10
4. Statues – 8:45
5. Let's Go Die – 1:54
6. Amusement – 4:57
7. Do You Remember? – 1:55

## Formazione
- Bob Mould – voce, chitarra
- Greg Norton – basso, voce
- Grant Hart – batteria, voce